# ابان لاحقی
ابان بن عبدالحمید بن لاحق بن عُفیر رقاشی شاعر و مترجم ایرانی عربیسرای سدهٔ دوم هجری بود. وی پیرو شعوبیه و ستایندهٔ برمکیان بود.

## اثرها
ابان نخستین کسی بود که کلیله و دمنه را از پهلوی به عربی ترجمه نمود و به نظم در آورد. گویا این ترجمه به سفارش یحیی بن خالد برمکی انجام پذیرفته‌است. از اصل آن کتاب به جز چند بیتی که در مصر به چاپ رسیده‌است چیزی در دست نیست.
جز کلیله و دمنه ابان چندین ترجمهٔ منظوم دیگر را نیز از پهلوی به عربی داشته که امروزه از هیچ کدام آنها اثری در دست نیست و آنها از این دستند: زندگانی اردشیر، سیرهٔ انوشیروان، بلوهر و بوذاسف و کتاب سندباد. شعرهای ابان در غالب مثنوی و مسمط بوده‌اند.